# Orisha oko
Orisha oko es una de las Deidades de la religión yoruba. En la santería sincretiza con San Isidro Labrador, patrón de los agricultores.
Es considerado uno de los "ángeles de la guarda" en el Panteòn yoruba y se corona en la ceremonia de Kari Osha, esto a diferencia de los menores que no se coronan.

## Resumen
Orisha Oko, un Orisha mayor, es el protector de la labranza y los arados.Da fortaleza a la vida porque proporciona los medios de sostén de la misma dando los alimentos necesarios para vivir. Está fuertemente relacionado con Oggún y a Olokun.
Proviene de territorio Saki, al oeste de Oyó. Es considerado el árbitro de las disputas, especialmente entre las mujeres, aunque a menudo es el juez de las disputas entre los Orishas. Es un trabajador afanoso y guardador de secretos, se dice que sus testículos cuelgan hasta el suelo, por su férrea castidad. Es el que provee de alimentos al mundo, por ser la tierra misma.
Asegura la prosperidad de las cosechas, sus mensajeras son las abejas y representa la prosperidad y la fecundidad, por eso las mujeres estériles recurren a él. Forma una importante trilogía con Oke y Oggue, responsables de las cosechas, las lluvias, el fuego interno capaz de partir la tierra y los animales.
Tiene dos personalidades, de día representa al hombre puro y perfecto, de noche se disfraza de Ikú (la muerte). Recibe los cadáveres que le entrega Yewá y los que le envía Oyá a través de Babalú Ayé. Vive también en los tejados. Su nombre proviene del Yorùbá Òrìsá Okò (Orisha del Labrado). En algunas casas no se recibe como Orisha tutelar en tal caso se hace Yemayá con Orun para Orisha Oko, pero en otras casas en donde se tiene el conocimiento de la ceremonia de Coronación de Orisha Oko si se hace directo.

## El Orisha
Orisha Oko representa la tierra y en la vida el trabajo agrícola y los cultivos; está relacionado directamente con la agricultura y el campo.

## Familia
Hijo de Obbatala y Yembó. Fue esposo de Olokun.

## Ofrendas
Se le ofrendan todos los frutos cosechados, todo tipo de carnes secas, ñames, frijoles, etc.